# Studnice (Chrudimi járás)
Studnice település Csehországban, a Chrudimi járásban. Studnice Hamry, Hlinsko, Vortová, Vítanov, Krucemburk, Vojnův Městec és Herálec településekkel határos. Lakosainak száma 457 fő (2024. január 1.).

## Népesség
A település lakosságának változását az alábbi diagram mutatja:
| Lakosok száma | 879  | 865  | 941  | 766  | 589  | 465  | 468  | 451  | 458  | 457  |
|               | 1869 | 1890 | 1921 | 1950 | 1980 | 2001 | 2017 | 2019 | 2022 | 2024 |